# Маляренко Віталій Андрійович
Маляренко Віталій Андрійович (нар. 13 липня 1941 року в місті Москві, СРСР) — український вчений, фахівець в галузі технічної теплофізики будівель і споруд, промислової теплоенергетики, поновлювальної енергетики, енергопостачання та енергозбереження, енергетичного менеджменту та екології, старший науковий співробітник, провідний науковий співробітник, завідувач лабораторії теплопереносу в енергоустановках Інституту проблем машинобудування ім. А. М. Підгорного НАН України (1972—1988 рр.), доктор технічних наук (1986 р.), професор Харківського інституту комунального будівництва (на даний час — Харківський національний університет міського господарства ім. О. М. Бекетова) (1987—1994 рр.), професор (1989 р.), академік Інженерної академії України (1993 р.), академік Академії наук Вищої школи України (1998 р.), лауреат премії І ступеня Національного технічного університету України Київського політехнічного інституту (2006 р.), завідувач кафедри електропостачання міст ХНУМГ імені О. М. Бекетова (2010—2015 рр.), лауреат Державної премії України в галузі науки і техніки (2012 р.), заслужений діяч науки і техніки України (2009 р.), професор кафедри систем електропостачання та електроспоживання міст ХНУМГ ім. О. М. Бекетова (із вересня 2015 р.), науковий керівник Центру енергозберігаючих технологій академічного науково-освітнього комплексу (АНОК) «Ресурс» (2004 р.), почесний професор Центрально-європейського університету «SEVS» в м. Скаліці (Словаччина) (2013 р.).

## Біографія
Народився Віталій Андрійович 13 липня 1941 року в місті Москві, СРСР, виріс у родині кадрового офіцера. Разом з батьками об'їхав багато військових гарнізонів, змінив не одну школу. Шкільну освіту закінчив у Харкові. Батько — Маляренко Андрій Романович (1911—1986 рр.), кадровий військовий, учасник Другої світової війни. Мати — Маляренко (Воробйова) Ганна Павлівна (1920—1988 рр.), до війни працювала у Центральному аерогідродинамічному інституті (ЦАГІ).
- 1958—1963 рр. — студент енергомашинобудівного факультету Харківського політехнічного інституту (на даний час — Національний технічний університет «Харківський політехнічний інститут» (НТУ «ХПІ»)).
- 1963—1970 рр. — інженер, старший інженер кафедри турбінобудування НТУ «ХПІ».
- 1967—1970 рр. — аспірант кафедри турбінобудування НТУ «ХПІ».
- 1970 р. — захищає дисертацію на здобуття наукового ступеню кандидата технічних наук. Тема дисертації: «Дослідження теплового стану корпусів парових турбін великої потужності із використанням аналогових математичних машин», науковий керівник д. т. н., професор Я. І. Шнеє.
- 1970 р. — присвоєно науковий ступінь кандидата технічних наук.
- 1970—1971 рр. — молодший науковий співробітник лабораторії турбінобудування НТУ «ХПІ».
- 1971—1972 рр. — старший науковий співробітник, керівник лабораторії «Занурювальне горіння» Українського науково-дослідного інституту хімічного машинобудування[2].
- 1972—1988 рр. — старший науковий співробітник, провідний науковий співробітник, завідувач лабораторії теплопереносу в енергоустановках Інституту проблем машинобудування ім. А. М. Підгорного НАН України[3].
- 1975 р. — присвоєно вчене звання старшого наукового співробітника за спеціальністю «Парогенераторобудування та парогазотурбобудування».
- 1986 р. — захищає дисертацію на здобуття наукового ступеню доктора технічних наук. Тема дисертації: «Моделювання та ідентифікація процесів теплопереносу в енергетичних установках і обладнанні».
- 1987 р. — присвоєно науковий ступінь доктора технічних наук.
- 1987—1994 рр. — професор Харківського інституту комунального будівництва (нині — Харківський національний університет міського господарства імені О. М. Бекетова) за сумісництвом.
- 1988—1994 рр. — директор Спеціального конструкторсько-технологічного бюро ІПМаш ім. А. М. Підгорного НАН України.
- 1989 р. — присвоєно вчене звання професора кафедри теплохолодопостачання.
- 1993 р. — обрано академіком Інженерної академії наук України.
- 1994—2010 рр. — професор ХНУМГ ім. О. М. Бекетова.
- 1998 р. — обрано академіком Академії наук Вищої освіти України.
- 2004—2015 рр. — науковий керівник центру енергозберігаючих технологій Академічного науково-освітнього комплексу (АНОК) «Ресурс».
- 2006 р. — присуджено Диплом лауреата І ступеня премії НТУУ «КПІ» «Найкращий підручник року України» за підручники: «Энергетические установки и окружающая среда», «Теплоенергетичні установки та екологічні аспекти виробництва енергії»[4].
- 2009 р. — за вагомий особистий внесок у розвиток вітчизняної науки, створення національних наукових шкіл, зміцнення науково-технічного потенціалу України присвоєно почесне звання «Заслужений діяч науки і техніки України»[5].
- 2010—2015 рр. — завідувач кафедри електропостачання міст ХНУМГ ім. О. М. Бекетова[6].
- 2012 р. — за цикл підручників «Енергетика. Довкілля. Енергозбереження» присуджено Державну премію України в галузі науки і техніки[7].
- 2013 р. — професор Центрально-європейського університету «SEVS» в м. Скаліці (Словаччина).
- Із вересня 2015 р. — професор кафедри систем електропостачання та електроспоживання міст ХНУМГ ім. О. М. Бекетова[6].

## Науково-технічна та педагогічна діяльність

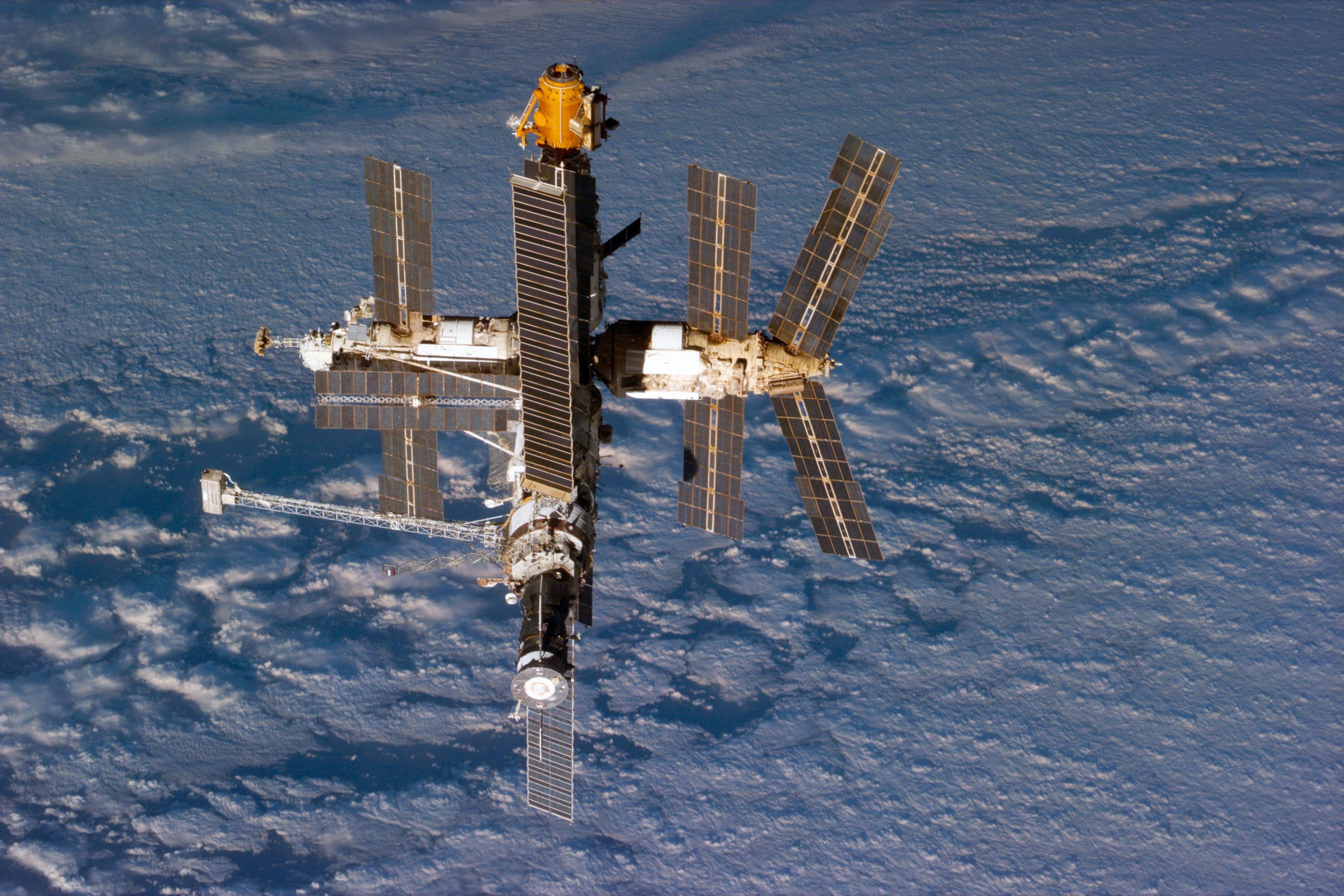
Станція "Мир"

Після закінчення у 1963 році Харківського політехнічного інституту за спеціальністю «Парові та газові турбіни» В. А. Маляренко залишився на кафедрі турбінобудування. У 1967 р. вступив до аспірантури, у 1970 р. захистив кандидатську дисертацію, присвячену удосконаленню пускових режимів потужних парових турбін.
Із 1972 по 1994 рр. В. А. Маляренко працював в Інституті проблем машинобудування ім. А. М. Підгорного НАН України, у створенні і становленні якого брав активну участь на посадах старшого і провідного наукового співробітника, завідувача лабораторії, директора Спеціального конструкторсько-технологічного бюро.
У ці роки Віталію Андрійовичу пощастило працювати поряд з такими відомими в Україні та за її межами вченими, як: академіки НАН України
Л. О. Шубенко-Шубін, А. М. Підгорний, В. Л. Рвачов, Ю. М. Мацевитий. Це сприяло його формуванню як талановитого науковця і керівника, якому притаманні широкий спектр вирішуваних завдань та наукових досліджень, доведення їх результатів до інженерних методик та практичного використання.
Наукова діяльність даного періоду пов'язана з розвитком теорії прямих і обернених задач теплопровідності, методів та засобів фізичного і математичного моделювання процесів теплопереносу в енергоустановках. Як об'єкти дослідження розглядались парові турбіни, теплові установки та двигуни, елементи теплоенергетичного обладнання різноманітного призначення.
Особливо велика увага в роботах В. А. Маляренка приділяється підвищенню маневровості і надійності базових турбоагрегатів ТЕС і АЕС в перехідних режимах, розробці графіків пуску з різного стану, дослідженню можливостей використання потужних конденсаційних турбін для теплофікаційних цілей та впровадженню одержаних рекомендацій разом з заводом-виробником "Турбоатом" на електростанціях.
Було також поставлено та вирішено ряд завдань, пов'язаних з інтенсифікацією теплотехнічних параметрів в доменних повітронагрівачах, оптимізацією і стабілізацією температурних режимів в деяких спеціальних об'єктах.
Основні результати цих досліджень відображено в монографіях: «Моделирование теплового состояния элементов турбомашин», «Теплообмен и газодинамика в камерах отбора паровых турбин»; узагальнено та захищено в докторській дисертації «Моделювання та ідентифікація процесів теплопереносу в енергетичних установках та обладнанні» (1986 р.). Результати виконаних В. А. Маляренком (особисто та разом з колективом відділу теплових та механічних процесів ІПМаш НАН України) досліджень знайшли практичне втілення на підприємствах різних міністерств та відомств. Головні з них: на "Турбоатом" — при проектуванні і розробці оптимальних пускових графіків, підвищенні маневровості, надійності й економічності парових турбін ТЕС типу К-300, К-500-240 та АЕС типу К-750-65/3000; при підвищенні витрати пари в нерегульовані відбори парових турбін типу К-300-240 Зуєвської ГРЕС; вирішенні питань з використання конденсаційних турбін АЕС типу К-750-65/3000 і К-1000-60/1500 для теплофікаційних цілей; на Невіномиській, Рефтинській та Змієвській ГРЕС — при автоматизації контролю прогибів копусів турбін К-160-130, К-500-240, К-300-240; в НВО «Енергосталь» — при розробці інженерної методики розрахунку теплових навантажень на елементи клапанів гарячого дуття повітропідігрівників доменних печей з метою підвищення строку служби і підвищення параметрів дуття.
Важливий етап трудової біографії В. А. Маляренка — праця директором СКТБ ІПМаш НАН України з 1988 по 1994 рр. В цей період він здійснює керівництво такими важливими розробками як: створення систем охолодження та термостабілізації електрофізичного обладанання, технологічного обладнання прискорювально-накопичувального комплексу (для фізико-технічних інститутів і підприємств м. Харкова, Сухумі, Новосибірська), розробка і виготовлення просторових великогабаритних конструкцій-носіїв сонячних батарей космічних станцій (разом з академіком НАН України А. М. Підгорним). Остання розробка знайшла практичне втілення в НВО «Енергія» (м. Москва), пройшла випробування в космосі на станції «Мир» і в подальшому була прийнята для використання у сумісному російсько-американському проекті.
В. А. Маляренко був ініціатором розробки теоретичних основ та норм проектування «чистих» виробничих приміщень для медикобіологічного виробництва підприємств медичної та мікробіологічної промисловості України. Під його керівництвом у СКТБ ІПМаш НАН України разом з Гіпроприладом (м. Київ) було розроблено ряд проектів для підприємств Медбіопрому України, створено типові модульні рішення, що відповідають європейським стандартам і вимогам. При цьому особлива увага приділялась дослідженню матеріалів для конструктивних елементів, засобів та установок вентиляції і кондиціювання, виходячи, в першу чергу, з можливостей українських підприємств і практичної відсутності в Україні необхідної нормативної бази.
Велика увага також приділяється питанням енергозбереження та екології в енергетиці та будівництві. З цією метою під науковим керівництвом
В. А. Маляренка здійснено дослідження у таких напрямках: розробка технологічних ліній і обладнання для очищення стічних вод; дослідження бризкальних систем охолодження ТЕС і АЕС в природних та штучних кліматичних умовах; спалювання низькосортних палив у псевдозрідженому шарі, вогневе знешкодження осадів стічних вод, побутових і промислових відходів; вивчення можливостей і теплотехнічних аспектів застосування СВЧ-нагріву нафтопродуктів високої в'язкості; вдосконалення методики розрахунку огороджуючих конструкцій житлових будівель з врахуванням нестаціонарності процесів тепломасообміну та зміни теплофізичних характеристик. Одержані при цьому результати наукових досліджень і дослідно-конструкторських розробок були відображені у багатьох публікаціях у різних виданнях, доповідались на багатьох міжнародних, всесоюзних та республіканських конференціях, науково-технічних радах і симпозіумах в Україні та за її межами.
У 1987 році В. А. Маляренка як відомого висококваліфікованого спеціаліста було запрошено на викладацьку роботу в Харківський інститут інженерів комунального будівництва (Харківський національний університет міського господарства імені О. М. Бекетова), де він працює спочатку на засадах штатного сумісництва.
В 1994 році він переходить в Харківську державну академію міського господарства (Харківський національний університет міського господарства імені О. М. Бекетова) на постійну роботу послідовно: професором кафедр теплохолодопостачання та електропостачання, з 2010 по 2015 рр. — завідувачем кафедри електропостачання міст, а з вересня 2015 р. по теперешній час — професором кафедри систем електропостачання та електроспоживання міст.
Велику науково-дослідну і дослідно-конструкторську працю В. А. Маляренко протягом багатьох років успішно поєднує з навчально-педагогічною діяльністю, бере активну участь у підготовці наукових кадрів найвищої кваліфікації.
Із 1981 р. по 1994 р. він — вчений секретар спеціалізованої ради в ІПМаш НАН України по захисту кандидатських (К.016.22.01), а з 1985 р. — докторських дисертацій (Д.016.22.01), спеціальності «Теоретична теплотехніка» і «Промислова теплоенергетика». Зараз є членом докторських спеціалізованих рад: при ІПМаш НАН України (спеціальності «Технічна теплофізика та промислова теплоенергетика», «Турбомашини та турбоустановки») та ХНУМГ ім. О. М. Бекетова (спеціальність «Світлотехніка та джерела світла»). Також протягом багатьох років входив до складу спеціалізованої вченої ради при НТУ «ХПІ», спеціальність «Турбомашини і турбоустановки». Здійснив підготовку дев'яти кандидатів наук.
Із 1987 р. В. А. Маляренко як штатний професор кафедри теплохолодопостачання Харківського інституту інженерів комунального будівництва читав лекції, здійснював курсове та дипломне проектування, підготовку бакалаврів, магістрів та аспірантів. Їм розроблені навчальні плани, курси лекцій та навчальні посібники для таких базових курсів як: «Загальна енергетика», «Теплотехніка», «Прикладна механіка рідини та газу», «Теплоенергетичні установки», «Енергопостачання міст», «Теплотехніка, теплогазопостачання і вентиляція», які вивчають студенти факультетів міського будівництва, електропостачання та енергозбереження, економіки та менеджменту.
Велику увагу приділяє питанням, найбільш актуальним для України як з точки зору підготовки майбутніх спеціалістів, так і можливості їх практичної реалізації. Згідно з програмами TACIS під егідою Великої Британії як експерт з теплотехнічних питань брав участь у створенні Харківського центру енергоменеджерів. Для цього проходив відповідну підготовку в інституті енергозбереження та енергоаудиту під керівництвом спеціалістів міжнародної консалтингової компанії NIFS (Англія). Набуті при цьому знання і практичний досвід були використані ним при написанні навчальних програм і підручників напряму «Енергетика, енергозбереження, навколишнє середовище», які згодом були удостоєні Державної премії України в галузі науки і техніки.
Науковий інтерес і практичне значення мають дослідження, виконані В. А. Маляренком за останні роки. Вони охоплюють широке коло проблем енергетики, аналізу стану і підвищення ефективності енергоустановок і теплоенергетичного обладнання, використання відновлюваної енергії, а також подальшого розвитку теоретичних основ теплофізики будівель та енергозбереженню, створення сучасної концепції розвитку житлово-комунального господарства. Особлива увага приділяється інженерній екології міст, вивченню енергетичних аспектів екології та впливу енергетики на навколишнє середовище. В. А. Маляренко виступає за розумне поєднання систем централізованого та автономного енергопостачання, обґрунтовує і пропагує використання нетрадиційних джерел енергії та когенерації, необхідність створення економічних умов та прийняття відповідних законодавчих рішень.
Цьому сприяє поєднання наукової роботи з педагогічною діяльністю із урахуванням вимог Болонського процесу. Викладає бакалаврам і магістрам дисципліни: «Технічна термодинаміка та тепломасообмін», «Енергопостачання міст», «Енергетичний менеджмент», «Енергетичні установки і навколишнє середовище», «Технології виробництва енергії».
В. А. Маляренко є автором та співавтором цілого ряду підручників і навчальних посібників для вищих навчальних закладів. Такі з них як: «Основи теплофізики будівель та енергозбереження», «Основи енерготехнологій промисловості», «Екологія міста», «Енергетичні установки. Загальний курс», «Теплоенергетичні установки та екологічні аспекти виробництва енергії», «Енергоефективність та енергоаудит» — добре відомі і широко використовуються в навчальному процесі багатьох ВНЗ України.
За ініціативою та під керівництвом професора В. А. Маляренка, по суті, створена наукова школа за напрямками: енергетика, довкілля, енергозбереження; енергопостачання та технічна теплофізика огороджувальних конструкцій будівель і споруд; системи і об'єкти комунальної та малої енергетики; нетрадиційні та відновлювані джерела енергії; енергетика й екологія. Виступає з ініціативою створення і практичної реалізації нової парадигми підготовки фахівців, що володіють системними знаннями і навичками комплексного оцінювання екологічних аспектів енергетики та енергетичних аспектів екології з урахуванням ієрархії процесів і особливостей традиційної базової і малої відновлюваної енергетики.
За вагомий особистий внесок у розвиток вітчизняної науки, створення національних наукових шкіл, зміцнення науково-технічного потенціалу України В. А. Маляренку присвоєно почесне звання «Заслужений діяч науки і техніки України» (2009 р.).
За цикл підручників «Енергетика. Довкілля. Енергозбереження» присуджено Державну премію України в галузі науки і техніки (2012 р.).
За особисті досягнення в галузі науки, вагомий внесок у вирішення науково-технічних та соціально-економічних проблем України В. А. Маляренка нагороджено премією та іменною стипендією ім. Г. Ф. Проскури, а за успіхи в підготовці молодих вчених — почесним дипломом Президії НАН України.

## Громадська діяльність
Професор В. А. Маляренко — член комітету Національної Академії наук України з тепломасообміну, експерт Українського державного Центру науково-технічної та інноваційної експертизи, член наукової Ради Міносвіти України за напрямом «Енергетика. Енергозбереження», член технічної ради Департаменту комунального господарства Харківської міської Ради, заступник Голови спеціалізованої Вченої ради із захисту докторських дисертацій за спеціальністю «Світлотехніка і джерела світла». Він є заступником головного редактора загально-державного журналу «Энергетика. Энергосбережение. Энергоаудит», членом редакційних колегій державних науково-технічних видань «Інтегровані технології та енергозбереження», «Комунальне господарство міст».
Із 2004 року В. А. Маляренко — науковий керівник Центру енергозберігаючих технологій Академічного науково-освітнього комплексу «Ресурс», одним з головних завдань якого є узагальнення, аналіз і експертиза сучасних технологій енерго-, ресурсозбереження, створення відповідних умов їх впровадження в життя. Для популяризації цієї проблематики за його ініціативою започатковано серію «Науково-технічна освіта: енергетика, довкілля, енергозбереження», в рамках якої видано ряд підручників і монографій.
За багаторічну плідну працю з розвитку енергетики та підготовці кадрів В. А. Маляренка нагороджено почесним знаком «Винахідник СРСР» та медаллю «Ветеран праці».

## Міжнародна діяльність
Професор В. А. Маляренко бере активну участь у міжнародній діяльності, зокрема, у наступних проєктах:
- Європейського співтовариства TEMPUS-TACIS Joint European Project T JEP-10485-98 «Environment and Energy»: виконувався Харківською національною академією міського господарства (нині — ХНУМГ ім. О. М. Бекетова) (Україна) спільно з політехнічним університетом м. Вааса (Фінляндія) і університетом Абертей м. Данді (Шотландія) (1998—2003 рр.).
- Фонду громадської дипломатії Міністерства закордонних справ і у справах Співдружності Великої Британії в Україні — «Регіональна кампанія з енергоефективності» (2007—2009 рр.).
- Між Харківським регіоном (Україна) і асоціацією «ЕнергоРегіон Нюрнберг» (Німеччина) в рамках співдружності міст-побратимів «Харків — Нюрнберг».
- В організації та проведенні Партнерської конференції «Разом будуємо загальноєвропейський дім», Харків, Київ, Дортмундт (2008—2009 рр.) Міжнародного науково-освітнього центру (м. Дортмундт, Німеччина) для створення і реалізації Програми підтримки України урядом Німеччини.
- Міжнародної ради вчених (The International Council of Scientists) за програмою «Global World Communicator Education and Science».
- Почесний професор Центрально-європейського університету (SEVS) в м. Скаліці (Словаччина) (2013 р.).

## Публікації
Маляренко В. А. — автор та співавтор понад 400 наукових праць, а саме:
- підручників — 8;
- навчальних посібників — 21;
- навчально-методичних видань та конспектів лекцій — 18;
- монографій — 9;
- понад 300 наукових статей та тез доповідей;
- винаходів — 23.

Список опублікованих праць професора В. А. Маляренка див. у розділі «Посилання».

## Дозвілля
З молодих років займався спортом (гімнастика, волейбол). Захоплюється літературою, особливо поезією, автор декілька поетичних ліричних збірок. Також одне із захоплень — автотуризм.